# Blackburn Botha
Il Blackburn Botha era un aereo monoplano e bimotore realizzato dall'azienda britannica Blackburn Aircraft sul finire degli anni trenta.
Destinato all'impiego come ricognitore ed aerosilurante, venne progettato in conformità alla medesima richiesta avanzata dall'Air Ministry che diede origine al Bristol Beaufort. Entrato in servizio con il Coastal Command della Royal Air Force, prestò brevemente servizio nel corso della seconda guerra mondiale ma, condizionato dalla carente potenza dei motori impiegati, fu presto relegato a ruoli di secondo piano.

## Storia del progetto
Il Blackburn Botha, il cui nome venne stabilito in ricordo di un famoso generale e primo ministro dell'Unione Sudafricana, venne concepito in risposta all'emissione della specifica M.15/35 con la quale le autorità aeronautiche britanniche richiedevano un velivolo bimotore capace, con l'equipaggio formato da tre persone, di svolgere diverse tipologie di missione nell'ambito delle attività del Coastal Command.
Le uniche due proposte pervennero dalla Bristol Aeroplane Company e dalla Blackburn: destinate entrambe ad utilizzare il motore radiale Bristol Perseus, vennero accettate "sulla carta" nel corso dei primi mesi del 1936. Il progetto della Blackburn venne identificato con la denominazione di fabbrica "B.26".
Una successiva integrazione della richiesta stabilì la presenza di un quarto membro d'equipaggio, comportando la necessità di rivedere la fusoliera di entrambi i progetti ma, soprattutto, si rivelò estremamente esigente, in relazione alla potenza erogata dai motori Perseus che, visto l'incremento di pesi che si veniva a determinare, non sarebbero stati in grado di garantire ai velivoli le prestazioni inizialmente richieste. Mentre per il Bristol Beaufort si optò per l'impiego dei nuovi motori Bristol Taurus, in ragione della scarsa disponibilità di questi ultimi la Blackburn non ebbe alternativa, dopo che fu scartata la proposta di impiegare due Bristol Hercules avanzata nel progetto denominato B.27 Botha II che non lasciò mai il foglio da disegno.
Oggetto di un contratto iniziale per la realizzazione di 442 esemplari, sottoscritto nel dicembre del 1936, il Botha ricevette il battesimo del volo il 28 dicembre del 1938; nella primavera successiva il primo esemplare venne trasferito presso la Aeroplane and Armament Experimental Establishment (centro di ricerca per l'aviazione militare britannica, situato presso la Royal Air Force Station Martlesham Heath) per i primi test valutativi.
Il Blackburn Botha fu operativo nei reparti della Royal Air Force tra il 1939 ed il 1944, inizialmente in prima linea ed in un secondo tempo come addestratore; la sua produzione complessiva si attestò a quota 580 esemplari, suddivisi in tre diversi contratti mentre altri quattro ordini, per 676 ulteriori unità, vennero cancellati in un secondo momento. Nel corso degli anni il Botha non subì modifiche sostanziali: la principale interessò circa 170 velivoli che furono equipaggiati con la versione "XA" dei motori Perseus (leggermente più potente della precedente, ma ancora inadeguata per il tipo d'impiego previsto per il velivolo), mentre alcuni esemplari destinati al compito di trainatori di bersagli furono designati come TT Mk I ed equipaggiati con un verricello destinato al traino dei bersagli in luogo della torretta dorsale; infine alcuni esemplari adibiti all'addestramento dei marconisti furono dotati di radar ASV (Air to Surface Vessel) ma senza interventi strutturali di rilievo.

## Tecnica

### Cellula
Dalla struttura interamente metallica, il Botha presentava nella parte anteriore della fusoliera la stessa soluzione a semiguscio rivestito di pannelli di lega di alluminio rivettati già impiegata dalla Blackburn sullo Skua, mentre la zona posteriore era costituita da elementi metallici tubolari e rivestimento metallico.
La cabina di pilotaggio aveva dimensioni insolitamente ampie ed era caratterizzata dalla configurazione asimmetrica della vetratura nella postazione del navigatore/bombardiere, presente solo nella parte destra del muso; altra caratteristica di questa postazione era la posizione prona prevista per il navigatore durante la manovra di puntamento. Nella zona centrale della cabina sedevano il pilota ed il marconista mentre il mitragliere occupava una cabina, a movimento elettrico, dalla forma ovale disposta nella parte posteriore della fusoliera. Il pilota poteva usufruire di ampia visuale frontale mentre quelle laterali e posteriore erano completamente ostruite dalla presenza delle gondole dei motori.
Il Botha era un monoplano ad ala alta a sbalzo, con il bordo d'entrata disposto posteriormente alla cabina di pilotaggio. Al termine di una prima sezione alare con andamento rettilineo erano alloggiate le gondole dei motori, mentre la sezione alare esterna a queste ultime presentava andamento rastremato verso le estremità ed un considerevole angolo di diedro positivo. Sul bordo d'uscita erano presenti alettoni sia nella sezione centrale che nella parte più esterna delle semiali. Gli impennaggi erano di tipo classico, con i piani orizzontali disposti al di sotto del timone, all'estremità del cono terminale della fusoliera.
Il carrello d'atterraggio era retrattile, di tipo triciclo posteriore: gli elementi principali, monoruota, si ritraevano all'interno della parte posteriore delle gondole dei motori con movimento longitudinale in senso contrario a quello del volo. Nella parte posteriore del velivolo era presente un ruotino d'appoggio, non retraibile.

### Motore
Il Blackburn Botha fu accompagnato, e limitato nelle prestazioni, durante tutta la propria carriera dal motore radiale Bristol Perseus: si trattava di un'unità a nove cilindri raffreddati ad aria, capace nella versione "X" di sviluppare la potenza di 880 hp (pari a circa 634 kW); pur aggiornato alla versione "Xa", da 930 hp (693 kW) il propulsore risultò infatti inadeguato al peso raggiunto dal velivolo nella sua configurazione finale.

### Armamento
Previsto per l'impiego in diversi ruoli operativi, il Botha era dotato di vano bombe interno alla fusoliera. In termini di peso trasportabile il limite operativo era stabilito in 2 000 lb (pari a circa 908 kg) mentre il carico offensivo trasportato poteva essere costituito da bombe, mine, bombe di profondità o da un siluro.
L'armamento difensivo era costituito da tre mitragliatrici: una Vickers comandata dal pilota e due Lewis posizionate accoppiate in una torretta dorsale; tutte le mitragliatrici sparavano proiettili calibro .303 in.

## Impiego operativo
Il primo impiego dei Botha avvenne presso la No. 1 (Coastal) Operational Training Unit RAF, che operava presso la Royal Air Force Station Silloth: a partire dal 3 giugno del 1940 la progressiva consegna di 25 esemplari consentì di completare la conversione operativa degli equipaggi che furono destinati al No. 608 (North Riding) Squadron presso il quale i Botha cominciarono a sostituire gli Avro Anson all'epoca in servizio.

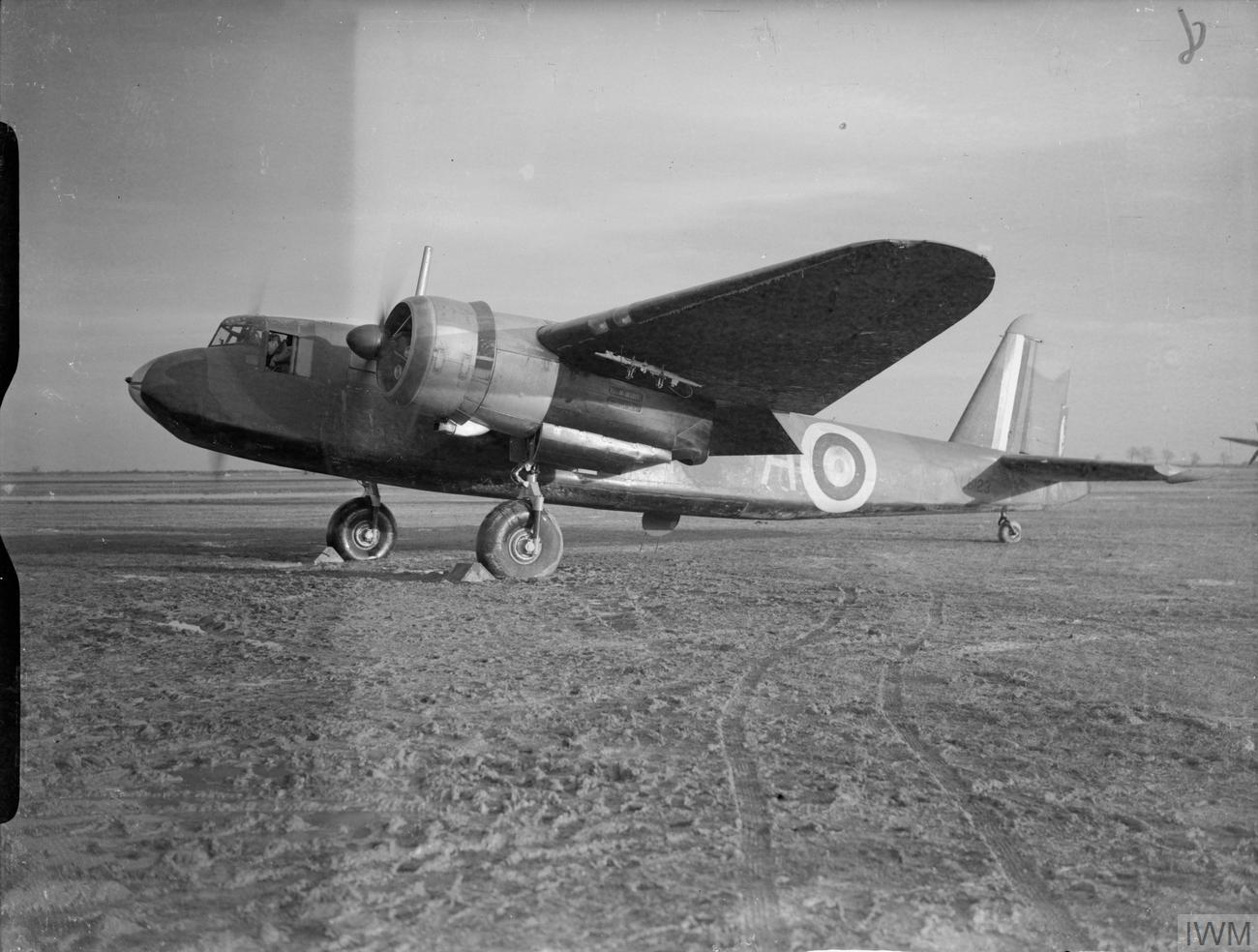
Uno dei Botha fotografato a Silloth, base del No. 1 (Coastal) Operational Training Unit RAF.

Il primo volo operativo di pattugliamento marittimo fu registrato il 10 agosto 1940 da tre velivoli dello Squadron e nei tre mesi successivi le operazioni furono incessanti, interrotte solamente durante dodici giornate a causa delle condizioni meteorologiche avverse.
Al termine di questi tre mesi, senza mai aver avuto l'occasione di ingaggiare combattimenti con il nemico, dopo aver compiuto l'ultima missione il 6 novembre, i Botha furono relegati a compiti di addestramento; le ragioni di questo repentino mutamento in seno al Coastal Command vengono indicate in modo controverso dalle diverse fonti disponibili: se da un lato si ritiene che la caduta della Francia, della Norvegia e dei Paesi Bassi avrebbe fatto venire meno la necessità di velivoli con le caratteristiche dei Botha, dall'altro tale scelta sarebbe da ascrivere all'inadeguatezza delle prestazioni del velivolo ed ai numerosi incidenti di volo che videro protagonista il bimotore della Blackburn. A supporto di questa seconda teoria, vengono indicati complessivamente 120 velivoli perduti in incidenti più o meno gravi, dovuti in parte all'usura dei motori inizialmente privi di adeguati filtri all'impianto di aspirazione ma anche a cause mai chiarite con precisione che, ancora una volta secondo alcune fonti, sarebbero da correlare a criticità progettuali del velivolo, quali l'elevato valore del carico alare principalmente dovuto all'inadeguata superficie alare rispetto al peso del velivolo.
In ogni caso i Botha proseguirono il proprio servizio presso i principali reparti di addestramento per gli equipaggi dei velivoli da bombardamento e ricognizione fino alla fine dell'estate del 1944 facendo registrare curriculum operativi di tutto rispetto: l'ultimo esemplare ritirato (il 23 settembre, immatricolato "W5073") aveva al proprio attivo oltre 916 ore di volo.

## Utilizzatori
Regno Unito
- Royal Air Force

### Annotazioni
1. ↑  prendendo come punto di osservazione la postazione del pilota.

### Fonti
1. 1 2 3 4  Boroli, Boroli; 1983, p. 153.
2. 1 2 3 4 5  Jackson, 1989, p. 422.
3. ↑  Jackson, 1989, pp. 428-9.
4. 1 2 3 4 5  Jackson, 1989, p. 421.
5. 1 2 3 4  Mondey, 1994, p. 38.
6. 1 2 3 4  Jackson, 1989, p. 423.
7. ↑  Jackson, 1989, p. 429.
8. ↑  Jackson, 1989, p. 430.
9. 1 2  Jackson, 1989, p. 427.
10. 1 2 3 4  Jackson, 1989, p. 425.
11. ↑  Jackson, 1989, p. 426.
12. 1 2  Winchester, 2005, p. 188.
13. ↑  Winchester, 2005, p. 189.
14. ↑  Jackson, 1989, p. 428.

### Pubblicazioni
- (EN) The "Botha" I, in Flight, Sutton, Surrey - UK, Reed Business Information Ltd., 30 gennaio 1941,  p. 99. URL consultato il 16 agosto 2014.